# Баз ет Леза
Баз ет Леза (фр. Bas-et-Lezat) насеље је и општина у централној Француској у региону Оверња, у департману Пиј де Дом која припада префектури Риом.
По подацима из 2011. године у општини је живело 265 становника, а густина насељености је износила 21,05 становника/km². Општина се простире на површини од 12,59 km². Налази се на средњој надморској висини од 330 метара (максималној 393 m, а минималној 317 m).

## Демографија
| 1962. | 1968. | 1975. | 1982. | 1990. | 1999. | 2011. |
| ----- | ----- | ----- | ----- | ----- | ----- | ----- |
| 192   | 214   | 210   | 205   | 185   | 209   | 265   |

График промене броја становника у току последњих година